# Benoît Vaugrenard
Benoît Vaugrenard (n. 5 de janeiro, 1982 em Vannes) é um ciclista profissional francês que participa de competições de ciclismo de estrada.